# Krigsåret 1938

## Pågående krig
- Andra sino-japanska kriget (1937-1945)
  - Kina på ena sidan
  - Japan på andra sidan

- Spanska inbördeskriget (1936-1939)[1]

## Händelser

### Januari
- 8 - Lojalistiska trupperna i Spanien intar garnisonsstaden Teurel från nationalisterna.

### Mars
- 12 - Tyskland annekterar av Österrike.

### September
- 30 - Münchenavtalet ger Sudetenland till Tyskland.

### November
- 16 - Andra spanska republiken förlorar slaget vid Ebro.

### Fotnoter
1. ↑  ”Chronological List of All Wars”. Arkiverad från originalet den 9 oktober 2014. https://web.archive.org/web/20141009082543/http://www.correlatesofwar.org/COW2%20Data/WarData_NEW/WarList_NEW.pdf. Läst 29 juni 2011.